# Marco Richter
Marco Richter (Friedberg, 1997. november 24. –) német U21-es válogatott labdarúgó, az 1. FSV Mainz 05 játékosa.

## Pályafutása

### Klubcsapatokban
Rövid ideig az SV Ried 1951 csapatában nevelkedett, majd 2004-ben csatlakozott a Bayern München akadémiájához. 2012-ben távozott a bajoroktól és az Augsburg ifjúsági csapataiba igazolt. 2015. május 22-én debütált góllal az FC Ingolstadt 04 második csapata elleni negyedosztályú bajnoki mérkőzésen az Augsburg II-ben. A 2016–17-es szezonban a második csapatban 27 bajnoki találkozón szerzett 24 gólt. 2016. július 30-án az SV Seligenporten ellen 12–0-ra megnyert mérkőzésen 7 gólt szerzett. 2017. október 14-én debütált a Bundesligában a TSG 1899 Hoffenheim elleni mérkőzésen a 87. percben Kevin Danso cseréjeként. 2018. február 14-én második alkalommal lépett pályára bajnoki mérkőzésen a bajnokságban és az Eintracht Frankfurt ellen első gólját is megszerezte az első csapatban. 2019 áprilisában az Eintracht Frankfurt és az VfB Stuttgart csapata ellen is 2-2 gólt szerzett.
2021. augusztus 9-én a Hertha BSC csapata szerződtette.
2023. augusztus 22-én 2027. június 30-ig szóló szerződést kötött az 1. FSV Mainz 05 csapatával. 2024. augusztus 28-án kölcsönbe igazolt a Hamburger SV csapatához.

### A válogatottban
2017. november 9-én mutatkozott be a Német U20-as válogatottban az olasz U20-as válogatott elleni mérkőzés 84. percében Görkem Saglam cseréjeként. 2018. szeptember 7-én a német U21-es labdarúgó-válogatottban a mexikó U21-es válogatott ellen 3–0-ra megnyert találkozón lépett először pályára. Részt vett a 2019-es U21-es labdarúgó-Európa-bajnokságon. A torna első csoportmérkőzés duplázott Dánia korosztályos csapata ellen, majd a következő mérkőzésen egy gólt lőtt a szerb U21-es labdarúgó-válogatottnak.

## Statisztika
2019. szeptember 21-i állapotnak megfelelően.
| Klub           | Szezon   | Bajnokság           | Bajnokság | Bajnokság | Kupa  | Kupa  | Nemzetközi | Nemzetközi | Egyéb | Egyéb | Összesen | Összesen |
| Klub           | Szezon   | Osztály             | Mérk.     | Gólok     | Mérk. | Gólok | Mérk.      | Gólok      | Mérk. | Gólok | Mérk.    | Gólok    |
| -------------- | -------- | ------------------- | --------- | --------- | ----- | ----- | ---------- | ---------- | ----- | ----- | -------- | -------- |
| FC Augsburg II | 2014–15  | Regionalliga Bayern | 1         | 1         | —     | —     | —          | —          | —     | —     | 1        | 1        |
| FC Augsburg II | 2015–16  | Regionalliga Bayern | 18        | 7         | —     | —     | 2          | 0          | —     | —     | 20       | 7        |
| FC Augsburg II | 2016–17  | Regionalliga Bayern | 27        | 23        | —     | —     | —          | —          | —     | —     | 27       | 23       |
| FC Augsburg II | 2017–18  | Regionalliga Bayern | 14        | 9         | —     | —     | —          | —          | —     | —     | 14       | 9        |
| FC Augsburg II | Összesen | Összesen            | 60        | 40        | 2     | 0     | 0          | 0          | 0     | 0     | 62       | 40       |
| FC Augsburg    | 2017–18  | Bundesliga          | 12        | 1         | 0     | 0     | —          | —          | —     | —     | 12       | 1        |
| FC Augsburg    | 2018–19  | Bundesliga          | 25        | 4         | 4     | 1     | —          | —          | —     | —     | 29       | 5        |
| FC Augsburg    | 2019–20  | Bundesliga          | 5         | 1         | 1     | 0     | —          | —          | —     | —     | 6        | 1        |
| FC Augsburg    | Összesen | Összesen            | 42        | 6         | 5     | 1     | 0          | 0          | 0     | 0     | 47       | 7        |
| Összesen       | Összesen | Összesen            | 102       | 46        | 7     | 1     | 0          | 0          | 2     | 0     | 111      | 47       |

1. ↑  Rájátszás